# Sabina Ajrula

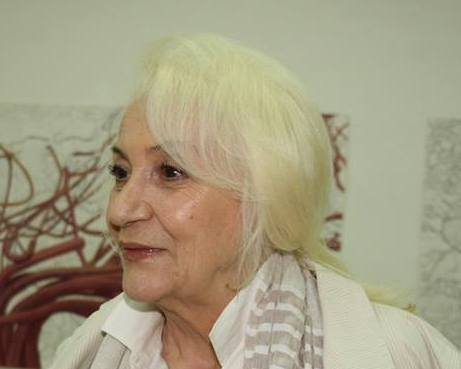
Sabina Ajrula

Sabina Ajrula-Toziya (mazedonisch Сабина Ајрула-Тозија; * 17. April 1946 in Skopje, SR Mazedonien, SFR Jugoslawien; † 10. August 2021 in Skopje, Nordmazedonien) war eine nordmazedonisch-türkische Schauspielerin.

## Leben und Karriere
Toziya wurde am 17. April 1946 in Skopje geboren. Sie studierte das Schauspiel am Staatstheater Skopje. Sie spielte in verschiedenen Filmen wie Vetar vo kutice kibrit, Beliot Sid, Bolva v'uvo, Na balkanot ne se pie caj und Krcma na patot kon Evropa mit.
Bekanntheit erlangte sie von 2012 bis 2014 in der Serie Muhteşem Yüzyıl. Zwischen 2015 und 2021 war sie in Eşkıya Dünyaya Hükümdar Olmaz zu sehen.
Sie verließ die Serie im Januar 2021, nachdem sie aufgrund eines Hirntumors einen teilweisen Schlaganfall erlitten hatte.
Am 10. August 2021 starb Toziya im Alter von 75 Jahren aufgrund ihrer Erkrankung.

## Filmografie
- 1969: Itrata vdovica
- 1970: Vetar vo kutice kibrit
- 1971: Precek
- 1973: Dobra Dolina
- 1979: Beliot Sid
- 1982: Juzna Pateka
- 1985: Jazol
- 1991: Bolva v'uvo
- 1998: Na balkanot ne se pie caj
- 2005: Krcma na patot kon Evropa
- 2005: Senki
- 2011: Duh babe Ilonke
- 2012–2014: Muhteşem Yüzyıl
- 2015: Medena noḱ
- 2015–2021: Eskiya Dünyaya Hükümdar Olmaz
- 2016: Annemin Yarası